# کاستانیتو پو
کاستانیتو پو (به ایتالیایی: Castagneto Po) یک کومونه در ایتالیا است که در استان تورین واقع شده‌است.

## خصوصیات
کاستانیتو پو ۱۱٫۵ کیلومترمربع مساحت و ۱٬۸۲۰ نفر جمعیت دارد و ۴۷۳ متر بالاتر از سطح دریا واقع شده‌است.